# Coupe du Brésil de rugby à XV
 (novembre 2024).
Si vous disposez d'ouvrages ou d'articles de référence ou si vous connaissez des sites web de qualité traitant du thème abordé ici, merci de compléter l'article en donnant les références utiles à sa vérifiabilité et en les liant à la section « Notes et références ».
Le Coupe du Brésil de rugby à XV ou Copa do Brasil est une compétition annuelle de rugby à XV organisée par la Fédération brésilienne de rugby à XV.

## Histoire
La compétition a été créée en 2004 et voit la victoire du Niteroi Rugby Football Clube pour sa 1re édition. 

## Palmarès
| Saison | Vainqueur                    | Score       | Finaliste                    |
| ------ | ---------------------------- | ----------- | ---------------------------- |
| 2004   | Niteroi Rugby Football Clube | 24 - 7      | SPAC                         |
| 2005   | SPAC                         | 25 - 17     | Niteroi Rugby Football Clube |
| 2006   | Rio Branco B                 | 49 - 0      | Belo Horizonte Rugby         |
| 2007   | Belo Horizonte Rugby         | Round-robin | -                            |
| 2008   | SPAC                         | 34 - 21     | Pasteur Athletique Club      |
| 2009   | Belo Horizonte Rugby         | 21 - 18     | San Diego RC                 |
| 2010   | Farrapos Rugby Clube         | 30 - 3      | Federal Rugby Club           |
| 2011   | Ilhabela Rugby Clube         | 22 - 7      | Goiânia Rugby Clube          |
| 2012   | Indaiatuba Rugby Clube       | 12 - 6      | Alecrim FC Rugby             |
| 2013   | Alecrim FC Rugby             | 33 - 7      | Charrua Rugby Clube          |
| 2014   | -                            | -           | -                            |

## Bilan
| Club                 | Titre(s) | Premier(s) - Dernier(s) |
| -------------------- | -------- | ----------------------- |
| SPAC                 | 2        | 2005-2008               |
| Belo Horizonte Rugby | 2        | 2007-2009               |
| ...                  |          |                         |